# Unité urbaine d'Étréchy
L'unité urbaine d'Étréchy est une unité urbaine française centrée sur les communes d'Étréchy et Lardy, dans le département de l'Essonne en région Île-de-France.

## Données générales
Dans le zonage réalisé par l'Insee en 2010, l'unité urbaine était composée de six communes.
Dans le nouveau zonage réalisé en 2020, elle est composée des six mêmes communes.
En 2022, avec 18 926 habitants, elle représente la 3e unité urbaine du département de l'Essonne après l'unité urbaine de Paris et l'unité urbaine d'Étampes, et occupe le 14e rang dans la région Île-de-France.
En 2019, sa densité de population s'élève à 321 hab/km2. Par sa superficie, elle représente 3,23 % du territoire départemental et, par sa population, elle regroupe 1,44 % de la population du département de l'Essonne.

## Composition de l'unité urbaine en 2020
Elle est composée des six communes suivantes :
| Nom                  | Code Insee | Département | Statut       | Superficie (km2) | Population (dernière pop. légale) | Densité (hab./km2) | Modifier                                    |
| -------------------- | ---------- | ----------- | ------------ | ---------------- | --------------------------------- | ------------------ | ------------------------------------------- |
| Étréchy              | 91226      | Essonne     | ville-centre | 14,06            | 6 926 (2022)                      | 493                | modifier les données · modifier les données |
| Lardy                | 91330      | Essonne     | ville-centre | 7,63             | 5 572 (2022)                      | 730                | modifier les données · modifier les données |
| Auvers-Saint-Georges | 91038      | Essonne     | banlieue     | 12,99            | 1 250 (2022)                      | 96                 | modifier les données · modifier les données |
| Bouray-sur-Juine     | 91095      | Essonne     | banlieue     | 7,23             | 2 077 (2022)                      | 287                | modifier les données · modifier les données |
| Chamarande           | 91132      | Essonne     | banlieue     | 5,74             | 1 104 (2022)                      | 192                | modifier les données · modifier les données |
| Janville-sur-Juine   | 91318      | Essonne     | banlieue     | 10,67            | 1 997 (2022)                      | 187                | modifier les données · modifier les données |

## Évolution démographique
| 1968  | 1975   | 1982   | 1990   | 1999   | 2008   | 2013   | 2019   |
| ----- | ------ | ------ | ------ | ------ | ------ | ------ | ------ |
| 8 240 | 12 176 | 13 235 | 14 921 | 16 209 | 17 921 | 18 584 | 18 701 |

#### Données générales
- Unité urbaine
- Aire d'attraction d'une ville
- Aire urbaine (France)
- Liste des unités urbaines de France

#### Données démographiques en rapport avec l'unité urbaine d'Étréchy
- Aire d'attraction de Paris
- Arrondissement d'Étampes

#### Données démographiques en rapport avec l'Essonne
- Démographie de l'Essonne